# Birinşi Lïga 2014
La Birinşi Lïga 2014 è stata la 20ª edizione della seconda serie del campionato kazako di calcio. La stagione è iniziata il 6 aprile 2014 ed è terminata il 16 novembre successivo.

## Stagione

### Novità
Al termine della stagione 2013, Qaisar e Spartak Semeı sono salite in Qazaqstan Prem'er Ligasy, mentre sono retrocesse in Ekinşi Lïga Baıqońyr e CSKA Almaty, con quest'ultima che è stata successivamente ripescata. Dalla Qazaqstan Prem'er Ligasy sono retrocesse Vostok Óskemen e Aqjaıyq. L'Aq Bulaq e l'Ile-Säulet, infine, si sono sciolte al termine della passata stagione.

### Formula
Le quindici squadre si affrontano in un girone all'italiana con partite di andata e ritorno. Al termine del girone, la vincitrice viene promossa in Qazaqstan Prem'er Ligasy, mentre la seconda classificata disputa uno spareggio promozione contro la penultima classificata della Qazaqstan Prem'er Ligasy.

## Classifica
|  | Pos. | Squadra        | Pt | G  | V  | N | P  | GF | GS | DR  |
|  | ---- | -------------- | -- | -- | -- | - | -- | -- | -- | --- |
|  | 1.   | Oqjetpes       | 64 | 28 | 21 | 1 | 6  | 59 | 33 | +26 |
|  | 2.   | Qyran          | 60 | 28 | 19 | 3 | 6  | 60 | 30 | +30 |
|  | 3.   | Astana 1964    | 55 | 28 | 17 | 4 | 7  | 54 | 29 | +25 |
|  | 4.   | Kaspıı         | 55 | 28 | 17 | 4 | 7  | 44 | 26 | +18 |
|  | 5.   | Aqjaıyq        | 55 | 28 | 16 | 7 | 5  | 46 | 24 | +22 |
|  | 6.   | Vostok Óskemen | 47 | 28 | 14 | 5 | 9  | 48 | 31 | +17 |
|  | 7.   | Ekibastuz      | 41 | 28 | 11 | 8 | 9  | 40 | 35 | +5  |
|  | 8.   | Sunqar         | 40 | 28 | 11 | 7 | 10 | 40 | 41 | -1  |
|  | 9.   | Qyzyljar       | 37 | 28 | 12 | 1 | 15 | 41 | 45 | -4  |
|  | 10.  | Bäýterek       | 32 | 28 | 10 | 2 | 16 | 34 | 52 | -18 |
|  | 11.  | Laşın          | 27 | 28 | 7  | 6 | 15 | 23 | 42 | -19 |
|  | 12.  | CSKA Almaty    | 24 | 28 | 6  | 6 | 16 | 32 | 54 | -22 |
|  | 13.  | Bolat          | 23 | 28 | 7  | 2 | 19 | 26 | 40 | -14 |
|  | 14.  | Gefest         | 21 | 28 | 6  | 3 | 19 | 16 | 56 | -40 |
|  | 15.  | Maqtaaral      | 17 | 28 | 4  | 5 | 19 | 33 | 62 | -29 |

Legenda:
      Promossa in Qazaqstan Prem'er Ligasy 2015
 Ammessa allo spareggio promozione-retrocessione
Note:
Tre punti a vittoria, uno a pareggio, zero a sconfitta.

## Spareggio promozione/retrocessione
|       | Risultati       |       | Luogo e data             |
| ----- | --------------- | ----- | ------------------------ |
| Taraz | 1 - 1 (3-1 dtr) | Qyran | Astana, 16 novembre 2014 |